# Паспортная система
Паспортная система, Паспортизация — совокупность законов, административных мер и мероприятий в государстве для учёта и контроля населения внутри государства и между государствами, основанная на выдаче населению удостоверений личности (паспортов или иных документов).

## История
Начало паспортизации положено ещё в XV веке строгими мерами, принимавшимися в то время против бродяг и нищих. Так как последние составляли тогда наиболее значительную часть лиц, менявших своё местопребывание, то на обязанности честных путешественников, не желавших, чтобы с ними поступали как с бродягами, лежало доказать своё отличие от бродяг.
С середины XVII века значение паспорта, как разрешения на отлучку из местожительства, всё более и более увеличивается: для воспрепятствования дезертирству появляются военные паспорта (Militärpass), от приезжающих из заражённых или зачумлённых стран требуется так называемый чумный паспорт (Pestpass); затем появляются особые паспорта для евреев, для ремесленных учеников; в то же время возникает обязанность регистрации паспорта.
Высшего развития паспортная система достигает в конце XVIII и начале XIX века, главным образом во Франции; воспрещалась всякая отлучка, даже внутри государства, без получения установленного паспорта. Паспортная система в руках политической полиции явилась средством легчайшего нахождения лиц, опасных для государства, и в особенности обнаружения шпионов во время тогдашних беспрерывных войн. После Наполеоновских войн паспортные стеснения остались прежние; сделаны были лишь некоторые облегчения для пограничных сношений, а бедным паспорта выдавались бесплатно, и также бесплатно производилась их регистрация (Германия и Франция).
Долголетний опыт показал, что обязательная выдача паспорта и регистрация, с одной стороны, не достигают цели, так как при усилившемся передвижении людей регистрация обратилась в простую формальность, а с другой стороны, совершенно напрасно стесняют путешественников, бо́льшая часть которых совершенно безвредные люди. Наоборот, неблагонадёжные люди легко могут проживать по подложным и чужим паспортам. Между тем, паспортная система, ограничивая свободу передвижения человека, вместе с тем задерживает и промышленное развитие страны. Поэтому в середине XIX столетия паспортные стеснения в государствах западной Европы мало-помалу смягчаются.

В конце XIX века и до начала Первой мировой войны паспорт не требовался для путешествий по Европе и пересечение границ было простым. Поэтому довольно мало людей имели паспорта.
Слом паспортной системы в начале XIX века в Европе был результатом развитого железнодорожного движения. Железнодорожная система, резко выросшая в середине XIX века, позволяла перемещаться быстро огромному количеству пассажиров, и пересекала множество границ. Это сделало традиционную паспортную систему в Европе слишком сложной и от неё пришлось отказаться. В Османской и Российской империях сохранилась система внутренних паспортов, помогавшая контролировать передвижение населения внутри страны.

## СССР/Россия

### СССР
Единая паспортная система в Советском Союзе была введена в ряде населённых пунктов 27 декабря 1932 года. В этот день председателем ЦИК СССР М. И. Калининым, председателем Совнаркома СССР В. М. Молотовым и секретарём ЦИК СССР А. С. Енукидзе было подписано Постановление № 57/1917 «Об установлении единой паспортной системы по Союзу ССР и обязательной прописки паспортов». Все граждане СССР от 16 лет, постоянно проживавшие в городах, рабочих посёлках, работающие на транспорте и в совхозах, обязаны были иметь паспорта. Сельское население страны паспортами не обеспечивалось (за исключением проживавших в десятикилометровой пограничной зоне). Согласно постановлению ЦИК и СНК СССР от 27 декабря 1932 года «Об установлении единой паспортной системы по Союзу ССР и обязательной прописке паспортов», указываются следующие причины паспортизации: «Установить по Союзу ССР единую паспортную систему на основании положения о паспортах … В целях лучшего учёта населения городов, рабочих посёлков и новостроек и разгрузки этих населённых мест от лиц, несвязанных с производством и работой в учреждениях или школах и не занятых общественно-полезным трудом (за исключением инвалидов и пенсионеров), а также в целях очистки этих населённых мест от укрывающихся кулацких, уголовных и иных антиобщественных элементов».
Кроме внутренних общегражданских паспортов в СССР использовались также общегражданские заграничные паспорта, паспорта моряка, дипломатические паспорта, а также удостоверения личности военнослужащих.
Институт прописки был введён в СССР в 1922 году с целью обеспечения органов власти полной информацией о жителях, проживающих в населённых пунктах страны и всех их передвижениях. До декабря 1932 года прописка носила уведомительный характер, а само понятие прописки первоначально применялось в смысле обязанности граждан регистрировать, «прописывать» их документы в специальных книгах. Обязанность производить постоянную и временную прописку и выписку населения исполняли жилищные органы. Они делали это по заявлениям прибывших или выбывающих лиц.
В дальнейшем, после восстановления в декабре 1932 года внутренних паспортов (сначала для ряда местностей СССР), отменённых в 1917 году, установление и развитие института прописки в СССР было тесно связано с внутренней паспортной системой. В 1932 году в Советском Союзе была введена единая паспортная система и создана Паспортно-визовая служба (ПВС), вошедшая в структуру органов внутренних дел (НКВД). ПВС был поручен «учёт населения городов, рабочих посёлков и новостроек, разгрузка этих мест от лиц, не занятых общественно-полезным трудом, а также очистка от укрывающихся кулацких, уголовных и иных антиобщественных элементов, в целях укрепления диктатуры пролетариата» (Постановление ВЦИК и СНК от 27.12.1932 «Об установлении единой паспортной системы по Союзу ССР и обязательной прописке паспортов»). На ПВС была возложена и обязанность регулировать прописку населения. В период с 1933 года по 1935 год характер института прописки постепенно изменяется и становится разрешительным, превращаясь в один из институтов государственного управления.
Хотя ни одна из трёх советских Конституций не запрещала свободное перемещение граждан внутри страны, существование системы внутренних паспортов с отметкой о прописке фактически налагало некоторые ограничения на внутреннюю миграцию населения.
Постановлением Совета Министров СССР № 677 от 28.08.1974 на проживающих в сельской местности была распространена общегражданская паспортная система; согласно постановлению, выдача паспортов «гражданам СССР, которым ранее паспорта не выдавались», должна была быть осуществлена «в срок с 1 января 1976 г. по 31 декабря 1981 г.», фактически в отдалённых местностях затянулась до 1989 года.

### Российская Федерация
В России прописка была в 1993 году законодательно заменена на регистрацию по месту жительства; одновременно было введено понятие регистрации по месту пребывания. По мнению некоторых наблюдателей, это произошло, в значительной мере, под давлением международных организаций, требовавших соблюдения права граждан на свободу передвижения и выбор места жительства.
В настоящее время порядок регистрации по месту жительства и пребывания определяется законом 1993 года «О праве граждан Российской Федерации на свободу передвижения, выбор места пребывания и жительства в пределах Российской Федерации» и «Правилами регистрации и снятия граждан Российской Федерации с регистрационного учёта по месту пребывания и по месту жительства в пределах Российской Федерации» от 17 июля 1995 года, однако основным документом, которым органы внутренних дел (милиция), определённые как органы регистрационного учёта, руководствуются в своей работе, является ведомственная инструкция МВД, изданная в том же году формально на основании правительственных «Правил», однако по существу воспроизводящая процедуру прописки в том виде, как она понималась Положением о паспортной системе 1974 года. Почти всегда нарушается закон, который требует регистрироваться при предполагаемом пребывании более 10 суток, разрешая тем самым проживать 10 дней без регистрации. Это обосновывается тем, что при пребывании более 10 суток необходимо регистрироваться в течение 3 дней. Соответственно, полиция штрафует всех, кто не может доказать, что он пробыл на этой территории менее трёх суток.
Упразднение паспортно-визовой службы произошло в соответствии с Указом Президента Российской Федерации от 19 июля 2004 года № 928. Все правоприменительные функции и функции по контролю, надзору и оказанию государственных услуг в сфере миграции, возложенные на Паспортно-визовую службу МВД России, перешли к Федеральной миграционной службе. Окончательное расформирование службы произошло с 1 января 2006 года с образованием территориальных органов Федеральной миграционной службы России (ФМС России). Однако 5 апреля 2016 года ФМС России была ликвидирована, а её функции переданы Главному управлению по вопросам миграции МВД России.